# El Vilà (Riner)
El Vilà és una masia situada al municipi de Riner a la comarca catalana del Solsonès.